# Adoxomyia nigribarba
Adoxomyia nigribarba är en tvåvingeart som beskrevs av James 1943. Adoxomyia nigribarba ingår i släktet Adoxomyia och familjen vapenflugor. Inga underarter finns listade i Catalogue of Life.